# Permanent Record: The Very Best of Violent Femmes
Permanent Record: The Very Best of Violent Femmes är ett samlingsalbum av Violent Femmes släppt den 12 juli 2005 på Rhino- och Slash Records.

## Låtlista
1. Gimme the Car
2. Blister in the Sun
3. Gone Daddy Gone / I Just Want to Make Love to You
4. Kiss Off
5. Add It Up
6. Black Girls
7. Jesus Walking On the Water
8. Children of the Revolution
9. I Held Her in my Arms
10. Nightmares
11. American Music
12. Breakin' Up
13. Color Me Once
14. I Danced
15. Country Death Song (live)
16. Freak Magnet
17. Good Feeling (live)